# SN 2009Z
SN 2009Z – supernowa typu IIb odkryta 2 lutego 2009 roku w galaktyce A140153-0120. W momencie odkrycia miała maksymalną jasność 18,10m.